# تو کیستی؟ (مجموعه تلویزیونی ۲۰۱۳)
تو کیستی؟ (انگلیسی: Who Are You?؛ کره‌ای: 후아유) یک مجموعه تلویزیونی محصول کره جنوبی سال ۲۰۱۳ با بازی سو یی هیون، اوک تک یون و کیم جه ووک است. این مجموعه از ۲۹ ژوئیه تا ۱۷ سپتامبر ۲۰۱۳، روزهای دوشنبه و سه‌شنبه ساعت ۲۳:۰۰ (کی‌اس‌تی) از تی‌وی‌ان برای ۱۶ قسمت پخش شد.